# Hiệu ứng Bruce

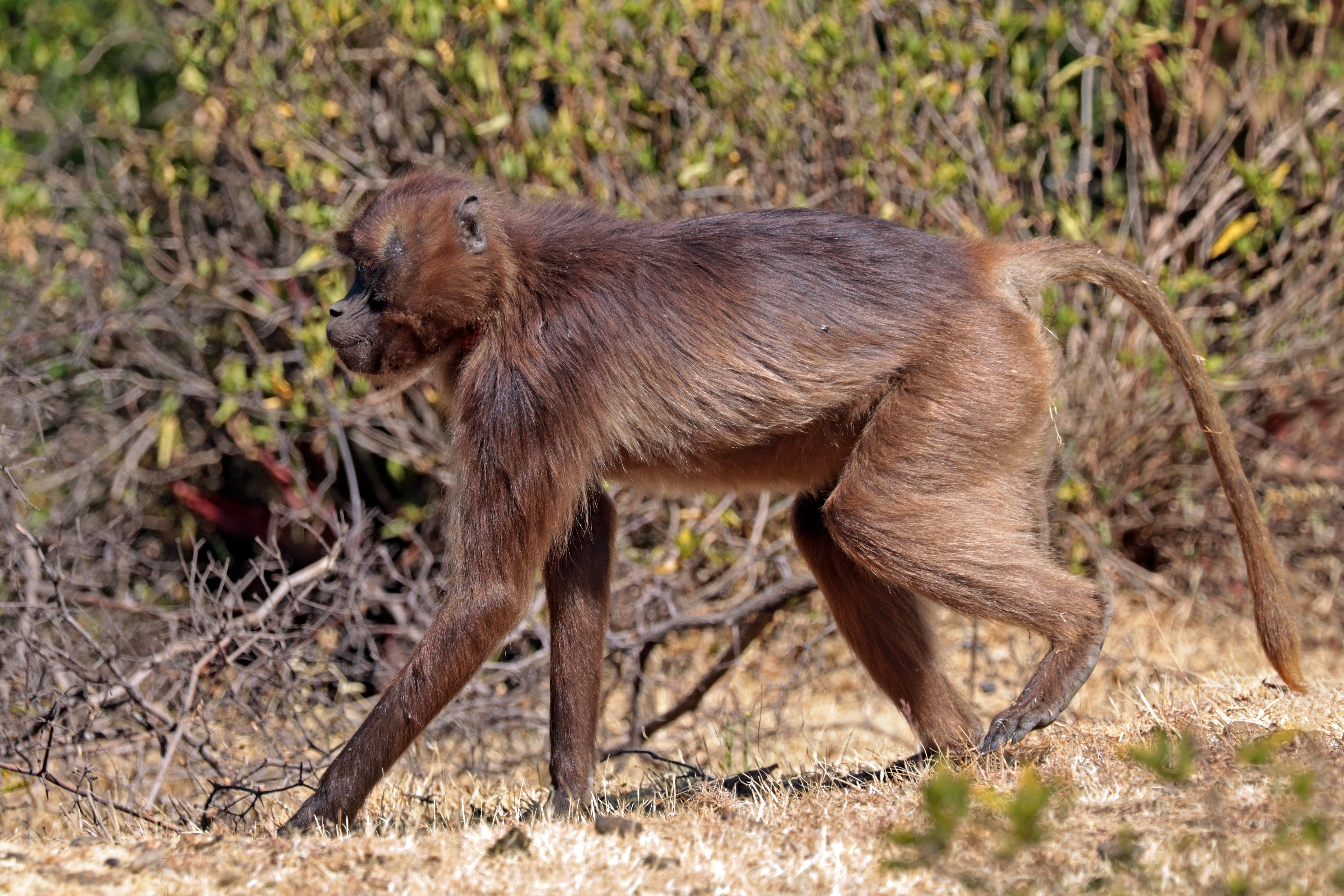
Những con khỉ chó Gelada cái được cho là biết tự bỏ đi những cái thai đã mang với con khỉ cựu đầu đàn khi trong bầy có biến động về con đứng đầu, đây được cho là hiệu ứng tự phá thai (Hiệu ứng Bruce)

Hiệu ứng Bruce hay còn gọi là hiệu ứng tự phá thai (pregnancy block) là xu hướng được ghi nhận ở các loài động vật có vú thuộc giống cái đang mang thai sẽ tự chấm dứt thai kỳ sau khi tiếp xúc với mùi hương của một con đực xa lạ. Hiệu ứng này ban đầu được ghi nhận trên các loài gặm nhấm (chuột nhà). Trong thời gian mang thai, con cái thuộc các loài gặm nhấm thường tự phá hủy cái thai của mình khi phát hiện ra mùi của một con đực lạ. Hiệu ứng này được ghi nhận lần đầu tiên vào năm 1959 bởi Hilda Bruce và chủ yếu được nghiên cứu ở chuột thí nghiệm (Mus musculus).
Ở chuột, thai kỳ chỉ có thể chấm dứt trước khi cấy phôi, nhưng các loài khác sẽ làm gián đoạn ngay cả khi mang thai muộn. Hiệu ứng Bruce cũng được quan sát thấy ở chuột hươu, chuột chù đồng cỏ (Microtus pennsylvanicus), chuột lemming và nó cũng đã được dẫn xuất, nhưng không được xác nhận rằng có xuất hiện trong các loài không phải loài gặm nhấm khác như sư tử và khỉ chó Gelada. Những con cái khỉ chó cái châu Phi biết cách tự tránh thai khi mang bầu đã vài tuần trong trường hợp trong bầy vừa xuất hiện một con khỉ đực mới để ngăn ngừa việc những đứa con của thủ lĩnh tiền nhiệm bị thủ lĩnh mới giết hại. 

## Nghiên cứu
Hiệu ứng này lần đầu được phát hiện bởi một nhà động vật học người Anh Hilda Bruce, khi ông quan sát một số loài chuột đồng, khỉ Gelada và thậm chí cả sư tử. Vào giữa thế kỷ 20, nhà sinh học nữ người Anh Hilda Bruce đa nhận xét là những con chuột cái nuôi trong phòng thí nghiệm biết cách tự làm sảy thai trong trường hợp trong quần thể xuất hiện một con đực mới. Hiện tượng này được các nhà khoa học gọi là "hiệu ứng Bruce". Từ đó các nhà sinh học không ít lần khẳng định sự tồn tại của hiệu ứng này ở các loài động vật khác nữa, trong đó đáng chú ý là hành vi tự phá thai có chủ đích ở khỉ chó.
Nghi ngờ việc thực hiện nghiên cứu trên những loài động vật bị nhốt trong chuồng có thể dẫn đến kết quả sai, nhà nghiên cứu Eila Roberts tại đại học Michigan đã tiến hành nghiên cứu trong thế giới hoang dã. Nhóm các nhà sinh học do Jacinta Beehner, Trường Michigan đứng đầu đã phát hiện ra hiệu ứng Bruce tồn tại trong cả quần thể những bầy khỉ chó (Theropithecus gelada) hoang dã sống ở Phi châu trong một công trình nghiên cứu kéo dài hàng chục năm của họ. Beehner và các cộng sự đã kiểm tra lại điều này rất nhiều lần khi theo dõi quá trình sinh con đẻ cái của 21 bầy khỉ chó, sống ở Vườn quốc gia Núi Simien nằm trên lãnh thổ Ethiopia.

## Ở khỉ chó

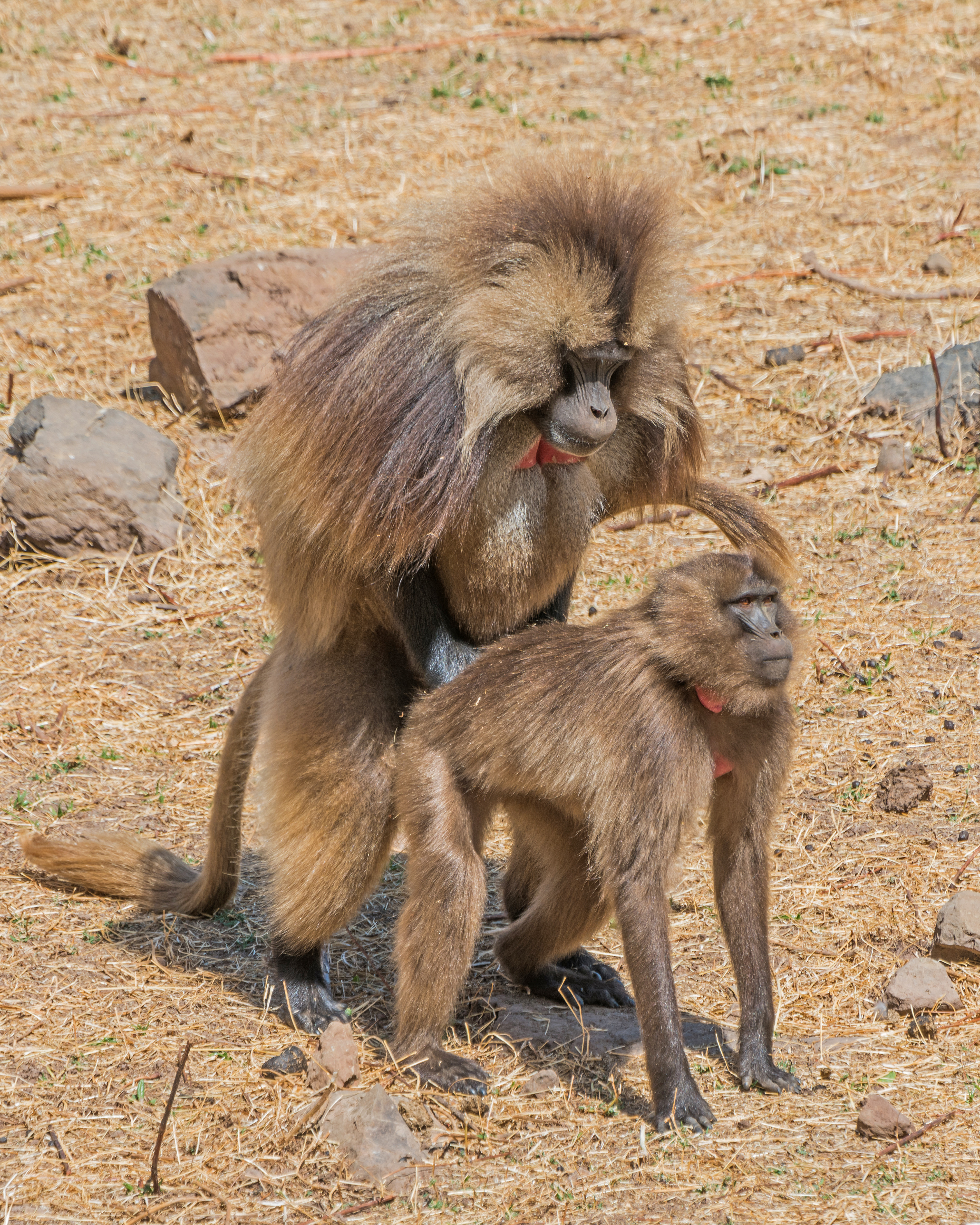
Một con khỉ chó đầu đàn đang giao phối với một con cái trong bầy dưới quyền của nó

Những trường hợp đều dẫn đến cùng một kết quả là một con thú mẹ có thể giết chết con mình, nghiên cứu những con Gelada ở Ethiophia, và thu thập dữ liệu từ 110 con cái trong 21 nhóm khác nhau. Sau khi phân tích những mẫu hormon liên quan đến việc mang thai, Roberts phát hiện ra rằng trong những nhóm có con Gelada đực đầu đàn, rất nhiều con cái sẽ tự phá thai từ rất sớm. Những nhóm không có con đực nắm quyền có tỉ lệ sinh cao hơn, những con đực có khuynh hướng giết chết những con gelada sơ sinh, bởi con cái chỉ tiếp tục sinh sản sau khi nó không còn phải nuôi những con nhỏ nữa, và những con đực trở nên mất kiên nhẫn.
Từ lâu các nhà nghiên cứu đã biết rằng những con cái trong bầy khỉ chó luôn luôn tìm cách quan hệ thân mật với con khỉ đực kế cận có khả năng lật đổ cho khỉ chúa đương nhiệm để lên làm thủ lĩnh của cả bầy. Thông thường ở các loài khỉ khác không bao giờ người ta thấy con khỉ cái đã có bầu lại chịu để cho cho đực cấp dưới ve vãn, thậm chí cả khi cá thể này đã giành được quyền lực. Thế nhưng ở loài khỉ chó, hiệu ứng Bruce thường xuyên xảy ra với sự ứng xử tàn nhẫn của bầy khỉ chó. Khi con đực kế cận lên nắm quyền, nó sẽ lần lượt giao phối với từng khỉ cái trong bầy vì trong các bầy khỉ là tất cả các khỉ cái đều nằm trong hậu cung của khỉ đầu đàn.
Thời gian mang thai trung bình của khỉ cái là 6 tháng (183 ngày) do vậy, bất cứ đứa con nào sinh trước mốc thời gian này đều là hậu duệ của cựu thủ lĩnh cũng phải bị giết chết và sau mốc đó chỉ có thể là con của chính tân thủ lĩnh, khi theo dõi thời gian xuất hiện một con đực kế cận và thời gian khỉ mới ra đời trong bầy qua việc thu thập định kỳ phân của những con khỉ cái để phân tích hocmon sinh dục nữ estrogen trong đó. Hàm lượng chất này cho phép xác định khỉ cái có thai hay không ở thời điểm nào một cách chính xác và đều nhận thấy có sự gia tăng con non sau 6 tháng cầm quyền của thủ lĩnh mới.
Điều này minh xác sự tồn tại của hiệu ứng Bruce ở loài khỉ chó vì khoảng 80% khỉ cái ngừng mang thai trong 2 tuần đầu tiên sau khi thay đổi thủ lĩnh trong bầy. Thời gian đó, những con khỉ cái có thể ở những giai đoạn khác nhau của thai kỳ và trong một số trường hợp, thời gian mang thai của chúng lên tới 150 ngày. Cách tự làm sảy thai này có tác dụng là cho phép những con khỉ cái không mất sức lực để mang thai và sinh con vì thế nào thì những con khỉ con mới ra đời đều bị thủ lĩnh mới giết hại do mang dòng máu của thủ lĩnh cũ. Bỏ đi cái thai đã lỡ có, sẽ rút ngắn được thời gian giữa hai lần mang thai từ 3,5 xuống còn 2,5 năm. Điều này làm tăng được số con tiềm năng để khỉ cái có thể nuôi dạy. Những con cái tự phá thai bởi nó biết được những đứa con thế nào cũng sẽ bị giết, và làm vậy sẽ tiết kiệm được thời gian và công sức.